# 헤르기스빌 마트역
헤르기스빌 마트역(Hergiswil Matt)은 스위스 니트발덴주의 헤르기스빌에 있는 기차역이다. 루체른과 인터라켄을 연결하는 첸트랄반 철도 회사의 브뤼닉선에 있으며 루체른–슈탄스–엥겔베르크선의 기차에서도 사용된다.
헤르기스빌 마트역은 헤르기스빌을 담당하는 두 역 중 하나이며, 다른 하나는 헤르기스빌역으로 남쪽으로 약 1.5km 떨어진 브뤼닉선에 있다.

## 운행편
다음 서비스는 헤르기스빌 마트에서 정차한다.
- 루체른 S-반 S4 / S5 : 루체른과 헤르기스빌 간 15분 간격 운행 ; 헤르기스빌에서 30분마다 기스빌 또는 슈탄스까지, 매시간마다 볼펜쉬센까지 운행한다.